# Prevención general
La prevención general es un concepto utilizado en Derecho que alude a uno de los efectos que tiene la regulación normativa en la sociedad a la que va dirigida. Trasladado al Derecho penal, la prevención general se fija en los efectos que tiene la pena sobre la generalidad de la población. Forma parte de la escuela penológica de la Prevención o de las Teorías relativas de la pena. 
En términos más generales, la prevención (tanto la general como la especial), en tanto que teoría de la pena, trata de explicar cuál es la finalidad del castigo estatal. 

## Efectos de la prevención general
El conjunto de normas jurídicas está respaldado por la amenaza de sanción que conllevaría el incumplimiento de tales normas. Esta coerción tiene como fin último el disuadir al individuo de que ejecute el comportamiento legalmente prohibido, de manera que la persona, a sabiendas de las consecuencias negativas que supondría una determinada actitud, se abstiene de incumplir lo dispuesto en el ordenamiento jurídico.

## Ámbito de la prevención general
Esta figura es esencial en toda regulación normativa, pero es especialmente analizada en el campo del derecho penal, donde las penas atribuidas a los comportamientos típicos sólo pueden estar basadas en la reinserción del delincuente o en la prevención de que se realicen actos que dañen a la sociedad en su conjunto.

## Prevención general positiva o preventivo-educativa
Va encaminada a restablecer la confianza del resto de la sociedad en el sistema de Derecho, y/o a promover los valores y principios del sistema en la población.
Dentro de la teoría preventivo-general positiva se han distinguido dos corrientes distintas, diferenciadas con base en la función que persiguen:
- Función fundamentadora. El castigo es usado para que la población integre los valores y principios del ordenamiento jurídico. Esta función es algo peligrosa, pues deriva fácilmente en castigos excesivos. Además, es muy cuestionable que el Estado tenga legitimidad para incidir de esta forma en la esfera más personal del individuo.[3] El conocido "Derecho penal del enemigo" del igualmente destacado jurista Günther Jakobs se podría incluir en esta vertiente.
- Función limitadora. En esta vertiente, la pena cumple la finalidad de restablecer la confianza de la sociedad en el sistema de Derecho. La comisión de un delito tiene un efecto negativo para el sistema, efecto que la norma trataría de neutralizar con la imposición de la pena.

## Prevención general negativa o intimidatoria
Va encaminada a evitar que delincuentes potenciales vayan a cometer crimen alguno. Ello se logra a través de la intimidación.
Son dos los principales representantes de esta tendencia: Anselm von Feuerbach y Jeremy Bentham.
- Bentham, en su condición de utilitarista, trataría de promover la eficacia en el uso de la pena. Entiende que si la pena a la que se afrontará el criminal es superior al beneficio que obtendrá del crimen, desistirá en sus pesquisas delictivas.
- Feuerbach lleva a cabo un razonamiento similar. De este autor debe ser destacada la "Teoría de la Coacción Psicológica", una obra ampliamente citada en este campo.

## La prevención general en el ordenamiento jurídico español
En cuanto a los fines de la pena, la Constitución Española únicamente acepta de forma expresa las finalidades de reeducación y reinserción social (artículo 25.2).
Estos fines son propios de la Prevención Especial, no de la General. Ello no se traduce, sin embargo, en que el ordenamiento jurídico español rechaza toda finalidad ajena a la especial-positiva. La doctrina jurisprudencial es más que prolífica en este sentido: se aceptan, además de la reeducación, fines retributivos y preventivo-generales. Quizás no quede del todo claro si la prevención general aceptada es la fundamentadora o la limitadora, aunque todo parecería apuntar a una preferencia por esta última.